# Harmandiola helena
Harmandiola helena är en tvåvingeart som först beskrevs av Ephraim Porter Felt 1912.  Harmandiola helena ingår i släktet Harmandiola och familjen gallmyggor. Inga underarter finns listade i Catalogue of Life.